# Thisted-Fjerritslev Jernbane
Thisted-Fjerritslev Jernbane (TFJ) var en privatbane mellem Thisted og Fjerritslev 1904-69.

## Historie
Der blev givet lovhjemmel til anlæg af banen i den store jernbanelov fra 1894, men egnen kunne ikke rejse den nødvendige kapital. Der kom først gang i baneprojektet, da staten i 1900 forhøjede sit tilskud til 3/4 af anlægskapitalen.
Fra Thisted gik banen nordpå til Nors og derfra østpå. Diskussionen om linjeføringen gik bl.a. på, om banen skulle være ført endnu længere nordpå for at komme tæt på Hanstholm. Et projekt opererede endda med at den skulle gå gennem Hanstholm, hvilket ville have forlænget den med 9 km.
Banen fik fuld optagelse på DSB-stationen i Thisted, hvor den havde hovedkontor, værksted og maskindepot. Fjerritslev-Frederikshavn Jernbanes station i Fjerritslev gik over til at være ejet i fællesskab af de to selskaber.

## Strækningsdata
- Oprettet: 19. november 1904
- Længde: 54,2 km
- Sporvidde: 1.435 mm
- Skinnevægt: 17,5 kg/m, længde 7,5 m. I 1969 27-32 kg/m
- Maks. hastighed: 70 km/t
- Nedlagt: 31. marts 1969

## Standsningssteder
- Thisted station i km 0,0 – forbindelse med Thybanen til Struer.
- Landlyst trinbræt i km 1,8.
- Thorstedvej trinbræt i km 2,6 fra begyndelsen af 1960'erne.
- Baun trinbræt i km 3,8 fra 1. august 1908.
- Vandet station i km 6,1 – hed fra 1952 "Vandet Thy" for at undgå forveksling med Vandel på Vejle-Vandel-Grindsted Jernbane.
- Havreland trinbræt i km 8,2 fra 15. maj 1928.
- Nors station i km 10,7.
- Lille Hillerslev trinbræt i km 12,0 fra 15. maj 1931 til ca. 1950.
- Hillerslev station i km 14,2.
- Kåstrup trinbræt i km 15,4 fra 15. maj 1931.
- Tanggaard trinbræt i km 17,6.
- Hunstrup station i km 20,5.
- Østerild station i km 22,9 med vandtårn og vandkran.
- Tovsig trinbræt i km 26,6.
- Vesløs station i km 30,8.
- Tømmerby trinbræt i km 34,0 med ekspedition af banepakker i vogterhuset, billetsalgssted fra 1905. Efter opførelse af retirade i 1908 fungerede den som station, men betjeningen ophørte i januar 1944, og den blev nedrykket til trinbræt.
- Langvad trinbræt i km 35,5 fra 15. maj 1928.
- Frøstrup station i km 37,0.
- Kærup trinbræt i km 38,6.
- Kærup Holme trinbræt fra 1. maj 1932.
- Vust trinbræt i km 42,4 mellem Holme og Vust med ekspedition af banepakker i vogterhuset, billetsalgssted fra 1. maj 1905. Efter opførelse af retirade i 1908 og varehus i 1909 oprykket til holdeplads 1. oktober 1910. Den fungerede som station med visse begrænsninger, men fra 1950 var den ikke længere togfølgestation, og i 1962 blev den nedrykket til trinbræt.
- Thorup Kær trinbræt i km 43,9 fra 17. maj 1953.
- Torup station i km 45,5 – den gamle stavemåde Thorup blev benyttet på stationsskiltet.
- Klim station i km 48,5.
- Gøttrup trinbræt i km 51,7. Lå 3½ km nord for byen. I efteråret 1910 blev der opført et baneformandshus, og Gøttrup blev billetsalgssted fra 1. januar 1911. Betjeningen ophørte 1. april 1924, og Gøttrup blev igen trinbræt.
- Fjerritslev station i km 54,2 – forbindelse med Fjerritslev-Frederikshavn Jernbane (FFJ) til Aalborg. Fra 1925 var nogle af togene gennemgående mellem Thisted og Aalborg.

### Bevarede stationsbygninger
Banens stationsbygninger var tegnet af Heinrich Wenck. Han tegnede to typer: de små, kompakte "konestationer" med gavl ud mod banen og de lidt større "mandestationer" med langsiden mod banen. En variant af den lille type findes i Tømmerby og Vust, hvor de oprindelige vogterhuse blev ombygget til stationsbygninger, og de var 1-2 m lavere end standardtypen. Vesløs var oprindeligt af den lille type, men fik i 1919-20 en tilbygning, så den blev en hybrid mellem de to typer. Frøstrup, der var banens største mellemstation, havde større stationsbygning end de andre. Den var magen til Falling station på Horsens-Odder Jernbane, men spejlvendt.
De fleste stationsbygninger er bevaret, men de er revet ned i Fjerritslev (1976) og Vesløs (1988).
- Vandet: Elmholmvej 3
- Nors: Stationsvej 10
- Hillerslev: Ballerumvej 222
- Hunstrup: Karensvej 9
- Østerild: Tårnvej 37
- Tømmerby: Tømmerbyvej 78
- Frøstrup: Storkevej 15
- Vust: Lundfjordvej 3
- Torup: Stationsvej 10
- Klim: Kirkegade 12
- Gøttrup: Gøttrupvej 37

## Strækninger hvor banetracéet er bevaret
19 km af banens tracé er bevaret og tilgængeligt. Den længste strækning er de 10 km mellem Østerild og Tømmerby, afbrudt gennem Vesløs.
- Fra Klitmøllervej mod syd fra Vandet Station
- Mellem Østerild og Vesløs langs Aalborgvej
- Fugletårn og Tømmerby Fjords udløb
- Øst for Vesløs mod Tømmerby
- Grusvej over Lund Fjord
- Jernbanebro over Lund Fjords udløb
- Fra Vustholmevej til Vester Torup
- Øst for Stationsvej i Vester Torup
- Fra Østerkær til Fjerritslev
- Banestien til Fjerritslev ender i Jernbanegade